# Ла-Вернот
Ла-Верно́т (фр. La Vernotte) — коммуна во Франции, находится в регионе Франш-Конте. Департамент — Верхняя Сона. Входит в состав кантона Жи. Округ коммуны — Везуль.
Код INSEE коммуны — 70549.

## География
Коммуна расположена приблизительно в 310 км к юго-востоку от Парижа, в 32 км севернее Безансона, в 25 км к юго-западу от Везуля.
Вдоль северо-восточной границы коммуны протекает река Жуан (фр. Jouanne).

## Население
Население коммуны на 2010 год составляло 71 человек.
| 1962 | 1968 | 1975 | 1982 | 1990 | 1999 | 2010 |
| ---- | ---- | ---- | ---- | ---- | ---- | ---- |
| 64   | 81   | 53   | 55   | 62   | 66   | 71   |

## Администрация
| Период | Период | Фамилия      | Партия | Примечания |
| ------ | ------ | ------------ | ------ | ---------- |
| 2001   | 2008   | Робер Перрен |        |            |
| 2008   | 2014   | Жером Денёв  |        |            |

## Экономика

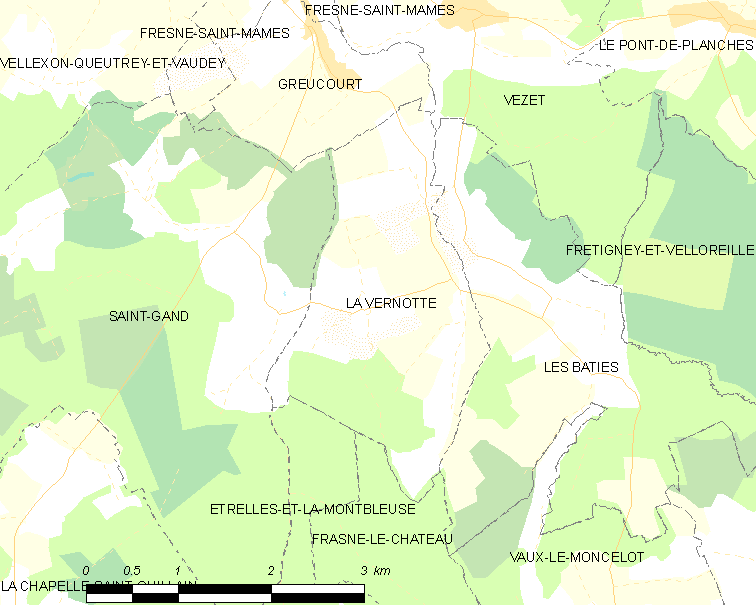
Карта коммуны

В 2010 году среди 50 человек трудоспособного возраста (15-64 лет) 38 были экономически активными, 12 — неактивными (показатель активности — 76,0 %, в 1999 году было 66,7 %). Из 38 активных жителей работали 30 человек (15 мужчин и 15 женщин), безработными было 8 (3 мужчины и 5 женщин). Среди 12 неактивных 4 человека были учениками или студентами, 6 — пенсионерами, 2 были неактивными по другим причинам.